# Doriopsis granulosa
Doriopsis granulosa is een slakkensoort uit de familie van de Dorididae. De wetenschappelijke naam van de soort werd voor het eerst geldig gepubliceerd in 1860 door Pease.